# Dharchula Dehat
Dharchula Dehat é uma vila no distrito de Pithoragarh, no estado indiano de Uttaranchal.

## Demografia
Segundo o censo de 2001, Dharchula Dehat tinha uma população de 3738 habitantes. Os indivíduos do sexo masculino constituem 51% da população e os do sexo feminino 49%. Dharchula Dehat tem uma taxa de literacia de 64%, superior à média nacional de 59.5%: a literacia no sexo masculino é de 74% e no sexo feminino é de 54%. Em Dharchula Dehat, 17% da população está abaixo dos 6 anos de idade.